# Église d'Akaa
L'église d'Akaa (en finnois : Akaan kirkko) est une église située à Akaa en Finlande.

## Description
L'église en bois est conçu dans un style néo-gothique par Charles Bassi en 1814.
Elle est bâtie de  1816 à 1817.
L'édifice est rénové en 1908-1909, 1924, 1935 et en 1967. 
Il peut accueillir 800 personnes. 
Le retable peint par Juho Forsell en 1881 représente la Transfiguration du Christ.
La voûte est peinte par Kalle Carlstedt en 1935.
L'orgue à 27 jeux est fournie en 1982 par la fabrique d'orgues de Kangasala 1982.
Les vitraux du Chœur  sont installés en 1937.